# 名目津温泉
名目津温泉（なめつおんせん）は、福島県二本松市茂原にある温泉である。
温泉は阿武隈高地にあり阿武隈川水系の口太川の渓谷沿いにある。宿泊施設は無く日帰り温泉施設である。地域の活性化と観光交流の促進のために造られた保養施設である。管理運営を二本松市が指定した名目津温泉管理組合が行っている。ラドンを含有する放射能泉であり、皮膚病によいと言われている。

## 歴史
1716年（正徳6年）の検地帳に湯ノ作の地名が記されていることから、その頃には鉱泉はすでに発見されていたと考えられる。明治30年代には浴場経営を開始した記録がある。1953年（昭和28年）ごろ旅館が開業したが、その後昭和50年以前に廃業した。2005年（平成17年）当時の岩代町が旅館の敷地を譲渡され、同年12月二本松市との合併により市に承継された。2009年（平成21年）9月に現在の施設が着工され、2010年（平成22年）7月1日に開業した。

## アクセス
- 車 : 東北自動車道二本松ICから国道459号を浪江町方面へ向かい百目木地区を過ぎて国道から右折する。
- 鉄道 : 東北本線二本松駅から福島交通バス小浜行きに乗り、岩代支所で二本松市コミュニティバス名目津温泉経由田沢行きに乗り換えて名目津温泉下車、徒歩5分。